# Rourea krukovii
Rourea krukovii är en tvåhjärtbladig växtart som beskrevs av Julian Alfred Steyermark. Rourea krukovii ingår i släktet Rourea och familjen Connaraceae. Inga underarter finns listade i Catalogue of Life.